# Prizonieri în paradis
Prizonieri în paradis (titlu original: Trapped in Paradise) este un film de Crăciun american de crimă și de comedie din 1994 regizat, scris și produs de George Gallo. Rolurile principale au fost interpretate de actorii Nicolas Cage, Jon Lovitz și Dana Carvey. Este distribuit de 20th Century Fox.

## Prezentare
Deși nu prea dorește, Bill Firpo se alătură fraților săi Dave și Alvin în jefuirea unei bănci considerată pradă ușoară. O furtună puternică de zăpadă începe și cei trei nu pot fugi din oraș pentru a-și acoperi urmele. Ei sunt copleșiți în continuare de bunătatea locuitorilor.

## Distribuție
- Nicolas Cage - Bill Firpo
- Jon Lovitz - Dave Firpo
- Dana Carvey - Alvin Firpo
- Mädchen Amick - Sarah Collins
- Florence Stanley - Edna 'Ma' Firpo
- Donald Moffat - Clifford Anderson
- Angela Paton - Hattie Anderson
- Vic Manni - Vic Mazzucci
- Frank Pesce - Caesar Spinoza
- John Ashton - Ed Dawson
- John Bergantine - Clovis Minor
- Sean McCann - Chief Bernie Burnell
- Richard Jenkins - Agent Shaddus Peyser
- Sean O'Bryan - Dick Anderson
- Gerard Parkes - Părintele Gorenzel
- Richard B. Shull - Părintele Ritter

## Producție
- Filmările au avut loc în Ontario, Canada în câteva localități, inclusiv Toronto, Niagara-on-the-Lake și Elora.[2]
- Se spune că producția filmului a fost foarte neplăcută, actorul Jon Lovitz referindu-se la film ca la "Trapped in Bullshit".
- În timpul unei sesiuni la NYU, Jon Lovitz a recunoscut că filmul este un "rahat".[3]

## Primire
Trapped in Paradise are în general recenzii negative din partea criticilor de film. Are un rating de 10% pe Rotten Tomatoes.